# Ardicino della Porta (cardinal, 1434)
Ardicino della Porta seniore, dit le cardinal de Novare (né à Novare, au Piémont, alors dans le duché de Milan, et mort à Rome le 9 avril 1434) est un cardinal italien du XVe siècle. Il est le grand-oncle du cardinal Ardicino della Porta iuniore (1489).

## Biographie
Ardicino della Porta est un jurisconsulte connu et est marié. Il va à Rome après la mort de sa femme et devient clerc à la chambre apostolique, correcteur des lettres apostoliques et avocat consistorial.
Le pape Martin V le crée cardinal lors du consistoire du 24 mai 1426.
Le cardinal della Porta participe au conclave de 1431, lors duquel Eugène IV est élu pape.